# عاجکاری

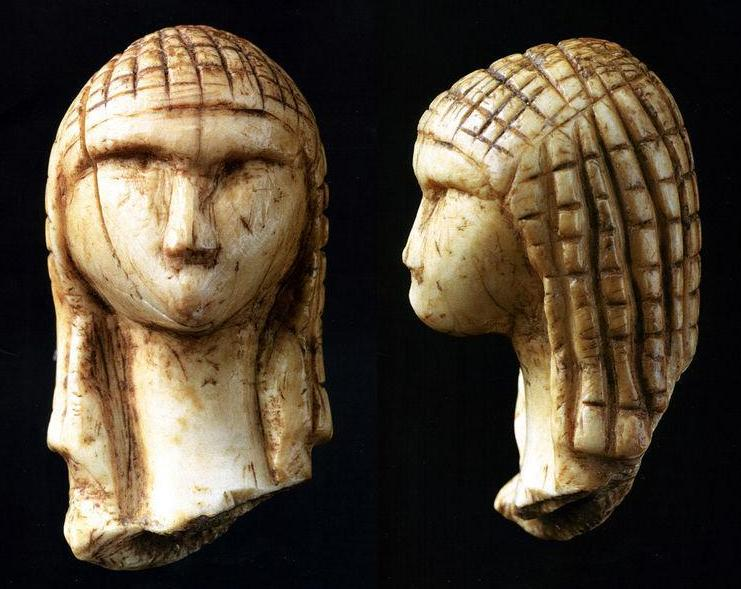
قدیمی ترین عاجکاری که قدمت ۲۵۰۰۰ ساله دارد

عاجکاری (انگلیسی: Ivory carving) یا کَنده‌کاری عاج هرگونه عمل حکاکی یا کنده‌کاری بر روی عاج یا دندان جانوران است که عموماً با ابزارهای بُرش تیز، به صورت مکانیکی یا دستی صورت می‌پذیرد. عاجکاری در هنر قرون وسطی اروپا و به ویژه برای هنر بیزانسی که مجسمه‌های تاریخی بسیار اندکی تولید و یا باقی مانده است، از اهمیت و جایگاه ویژه‌ای برخوردار بود.